# Mytella strigata
Mytella strigata (synoniem: Mytella charruana) is een tweekleppigensoort uit de familie van de Mytilidae. De wetenschappelijke naam van de soort werd in 1843 voor het eerst geldig gepubliceerd door Hanley.

## Verspreiding
Mytella strigata is inheems in de tropische westelijke Atlantische Oceaan van Colón in Panama tot Argentinië. Het is geïntroduceerd in het zuidoosten van de Verenigde Staten, in 1986 werd deze soort voor het eerst gevonden in Florida. Het lijkt nu te zijn gevestigd van centraal Florida tot de centrale kust van Georgia. In het geïntroduceerde assortiment wordt het gevonden op oesterbanken, schelpen, hout en wortels, maar volwassen mosselen komen het meest voor op kunstmatige substraten, zoals dokken en energiecentrales. Deze mossel kan een breed scala aan zoutgehaltes verdragen, maar is beperkt bestand tegen lage temperaturen. Er zijn geen ecologische effecten gemeld voor deze soort, maar in Florida veroorzaakte deze mossel economische schade door de inlaatsystemen van een elektriciteitscentrale te verstoppen.